# Francisco Javier Rey Garcia
Francisco Javier Rey, més conegut com a Quico o Quico Rey (Celeiro, 14 de juny de 1970) és un exfutbolista gallec, que jugava com a davanter.

## Trajectòria
Es va formar al modest equip gallec del Viveiro, arribant a debutar amb el primer equip a Tercera. Fitxat pels juvenils del Reial Madrid, passa per un seguit de conjunts del seu país: CD Lugo, Racing de Ferrol (sent màxim golejador de Tercera), de nou Viveiro CF i Endesa As Pontes, on també destaca com a golejador.
Les seues bones actuacions criden l'atenció de la UD Salamanca. Amb els salmantins puja en dos anys de Segona B a primera divisió. En la màxima categoria (95/96), Quico és suplent però participa en un bon nombre de partits, i marca un gol. La temporada 96/97 recala a l'Almeria CF, on no gaudeix de massa minuts.
L'estiu de 1997 fitxa per la SD Eibar, on recupera la titularitat i es converteix en un dels punters dels bascos. En dues campanyes, hi juga 70 partits de blaugrana i marca 12 gols. La temporada 99/00 s'hi incorporaria al CD Logroñés, on marcaria altres 8 dianes en 35 partits.
La seua carrera continuaria per la Segona B i la Tercera, en equips com el CD Ourense (màxim golejador) i una altra vegada al Viveiro CF, on es retiraria el 2008 sent el capità de l'equip gallec. Després de la seua retirada continua vinculat al Viveiro en qualitat d'entrenador de les categories inferiors.